# Козак Ірина Михайлівна
Ірина Михайлівна Козак, у шлюбі Коровіна (псевдо.: «Галина», «Орися», «Сира», «Лада»; нар. 2 лютого 1919, с. Трибоківці, нині Жидачівський район, Львівська область — пом. 27 березня 1992, м. Черкаси) — українська громадська та військова діячка (ОУН), лицарка Бронзового хреста заслуги.

## Життєпис
Освіта — середня: закінчила Львівську гімназію сестер Василіянок. 
Член Юнацтва ОУН із 1937 року, активу ОУН із осені 1942 року. У квітні 1939 року заарештована польською поліцією за участь у студентському Конгресі СУСОП, звільнена з тюрми у серпні того ж року. З приходом більшовиків у листопаді 1939 року нелегально перейшла кордон і жила у Кракові. Закінчила курси друкарок і стенографісток при УДК та працювала друкаркою в політичній референтурі Проводу ОУН у Кракові (04.1940-08.1941). Керівниця жіночих відділів Організації української націоналістичної молоді «Січ» (08.-09.1941). Вишкільниця при крайовому проводі Юнацтва ОУН ЗУЗ (осінь 1942 — осінь 1943), референтка УЧХ Львівського обласного проводу ОУНР (05.1944-03.1945), виконувала спеціальні доручення Проводу ОУН (03.-05.1945).
Заарештована органами НКГБ 16.05.1945 року в Львові під час зустрічі зі зв'язковою. Звільнена 19 липня 1945 року з метою використання для захоплення провідних членів ОУН. На співпрацю з ворогом не пішла та перейшла на нелегальне становище. Повторно заарештована 1 вересня 1945 року. Під слідством перебувала в тюрмах Львова та Києва.
10 липня 1946 року Військовим трибуналом військ МВС Київської області засуджена за ст. 54-1а, 54-11 КК УРСР на 10 років ВТТ з обмеженням у правах на 5 років та конфіскацією майна. Звільнена 6 лютого 1955 року з Мінерального ВТТ. Реабілітована 27 червня 1997 року.

## Нагороди
- Бронзовий Хрест Заслуги (25.04.1945).